# Iシェアーズ
iシェアーズ（あい-、iShares）は、アメリカ合衆国に本拠を置く世界有数の資産運用会社であるブラックロック・グループ（NYSE: BLK）が提供する、世界最大のシェアを持つ上場投資信託（ETF）ブランド。
投資対象は株式や債券、コモディティやREITなどと広範にわたり、また、地域別やセクター別でも非常に幅広いものとなっている。また、各国のインデックスをほぼ全て網羅している数少ない上場投資信託ブランドでもある。
ブルームバーグの調査によると、2009年度の世界における上場投資信託運用会社別の純資産残高の48%を占め、世界最大のシェアを持つ上場投資信託となっている。また、アメリカやヨーロッパ、カナダにおいても最大のシェアを持っている。

## 日本国内における取引
日本国内においては、ブラックロック証券が複数の「iシェアーズ」ブランドの海外ETFと国内ETFを、機関投資家および個人投資家を対象に提供している。2009年11月現在で74銘柄が金融庁への届出を完了しており、大和証券や野村証券、松井証券、楽天証券など多数の証券会社で取引することが可能である。

### iシェアーズ日経225
「iシェアーズ日経225」は「iシェアーズ」の国内ETFで、日経平均株価指数（日経225）連動型のものである。東京証券取引所に上場しており、上記の証券会社を含む全ての国内の証券会社で取引することが可能である。